# ХК Мора
ХК Мора (швед. Mora Ishockeyklubb) професионални је шведски клуб хокеја на леду из града Море. У сезони 2017/18. клуб се такмичио у СХЛ лиги, највишем рангу професионалног клупског такмичења у Шведској. 
Утакмице на домаћем терену игра на леду Смијеграв арене капацитета око 4.500 седећих места, саграђене 1967. године. Боје клуба су црвена, бела и зелена. 
Највећи успех у историји клуба је финале националног првенства 1950. године у ком су поражени од екипе Јургордена резултатом 2:7. 

## Историјат
Клуб је основан 1935. године, а у професионалним такмичењима дебитовали су 1945. године. Већ наредне сезоне екипе је дебитовала у првој лиги, а у сезони 1949/50. екипа Море је играла финале националног првенства у коме су поражени резултатом 2:7 од екипе Јургордена. Био је то највећи успех у дотадашњој историји клуба. У наредним сезонама екипа је наизменично наступала у првој и у другој лиги („лифт клуб”), све до 1966. године када су успели да се пласирају у највиши ранг такмичења у коме су успели да опстану наредних девет сезона што је био најдужи клупски низ играња у елитном рангу. 
Године 1975. тим је испао у другу лигу у којој ће остати наредних 29 година, све до 2004. године када су успели да се квалификују за место у СХЛ лиги. У сезони 2005/06. екипа је у лигашком делу такмичења заузела 8. место и по први пут се квалификовала за наступ у плеј-офу након 1970. године (изгубивши четврфиналну серију од екипе ХВ71 укупним резултатом 1:4). Након четири сезоне у највишем рангу такмичења екипа Море је сезону 2007/08. завршила на 11. месту на табели СХЛ-а, а четвртим местом у квалификацијама за опстанак уједно је испала у нижи ранг такмичења. У другој лиги су играли наредних девет сезона, а у највиши ранг такмичења вратили су се у сезони 2017/18. 

## Култни играчи
Шест бројева је повучено из употребе на дресовима овог клуба:
- #14  Матс Лен (Н)
- #17  Ханс хансон (Н)
- #21  Пер Данијелсон (Н)
- #24  Бенгт Окерблом (Н)
- #25  Нилс Јеран Олсон (Н)
- #78  Микаел Симонс (Н)

## Занимљивости
Током егзибиционе утакмице коју је екипа Море на свом терену играла против Бринеса 15. октобра 1995. године нападач домаћег тима Бенгт Окерблом добио је смртоносан ударац клизаљком у врат од чега је преминуо неколико сати касније у болници. Био је то један од тек неколико смртних случајева до ког је дошло током неке хокејашке утакмице.